# Holotrichia shishona
Holotrichia shishona är en skalbaggsart som beskrevs av Zhang 1965. Holotrichia shishona ingår i släktet Holotrichia och familjen Melolonthidae. Inga underarter finns listade i Catalogue of Life.